# Krisztián Bártfai
Krisztián Bártfai (* 16. Juli 1974 in Vác) ist ein ehemaliger ungarischer Kanute.

## Erfolge
Krisztián Bártfai nahm dreimal an Olympischen Spielen im Zweier-Kajak teil. Bei seinem Olympiadebüt 1992 in Barcelona trat er mit András Rajna auf der 1000-Meter-Strecke an. Die beiden zogen über den Hoffnungslauf und einen anschließenden vierten Platz im Halbfinallauf ins Finale ein, das sie auf dem sechsten Platz beendeten. 1996 startete Bártfai in Atlanta mit Zsolt Gyulay im Wettbewerb über 500 Meter. Die beiden gewannen ihren Vorlauf und schafften als Vierte ihres Halbfinallaufs den Finaleinzug. Dort verpassten sie mit 1:30,001 Minuten Rennzeit als Sechste die Medaillenplatzierungen. Bei den Olympischen Spielen 2000 in Sydney ging Bártfai mit Krisztián Veréb wiederum auf der 1000-Meter-Strecke an den Start. Dank eines Sieges in ihrem Vorlauf qualifizierten sie sich direkt für den Endlauf. In diesem überquerten sie nach 3:16,357 Minuten hinter den siegreichen Italienern Antonio Rossi und Beniamino Bonomi sowie Markus Oscarsson und Henrik Nilsson aus Schweden als Dritte die Ziellinie und gewannen damit die Bronzemedaille.
Bei den Weltmeisterschaften 1995 in Duisburg sicherte sich Bártfai vier Medaillen. Mit Zsolt Gyulay belegte er im Zweier-Kajak über 200 Meter den dritten und über 500 Meter den zweiten Platz. Außerdem wurde er im Vierer-Kajak über 200 Meter Weltmeister, während er über 1000 Meter die Silbermedaille gewann. Zwei Jahre später schloss er in Dartmouth den Wettbewerb im Zweier-Kajak über 500 Meter mit Gábor Horváth auf dem Bronzerang ab und wurde im Vierer-Kajak auf der 200-Meter-Strecke Vizeweltmeister. Drei Medaillengewinne folgten bei den Weltmeisterschaften 1998 in Szeged: er gewann Bronze im Zweier-Kajak über 500 Meter mit Gábor Horváth sowie jeweils Silber im Vierer-Kajak über 500 Meter und über 1000 Meter. Eine weitere Silbermedaille sicherte er sich 2001 in Posen mit Krisztián Veréb im Zweier-Kajak auf der 1000-Meter-Distanz. Bei Europameisterschaften wurde Bártfai dreimal mit Krisztián Veréb im Zweier-Kajak Vizeeuropameister: 2000 belegten sie in Posen über 1000 Meter Rang zwei, ein Jahr später gelang ihnen das in Mailand nicht nur auf der 1000-Meter-Strecke, sondern auch über 500 Meter. 